# Pharodes biakensis
Pharodes biakensis – gatunek widłonoga z rodziny Chondracanthidae. Opisał go w 1948 roku amerykański zoolog Paul Louis Illg (1914–1998).